# Maurits Withouck

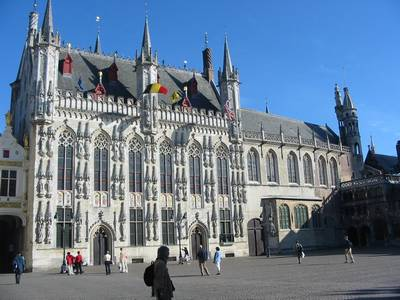
Stadhuis van Brugge. Enkele van de beelden in de onderste nissen zijn van de hand van Withouck.

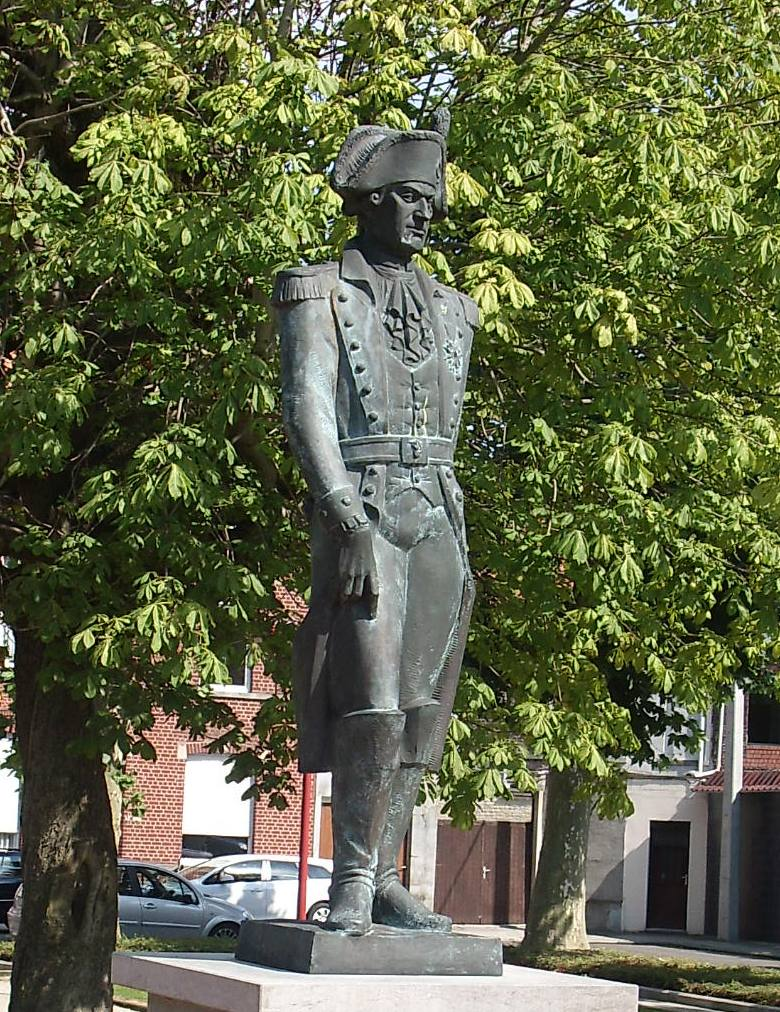
Generaal Van der Mersch, standbeeld door Maurits Withouck.

Maurits Withouck (Menen, 5 juli 1928 - Destelbergen, 5 september 2014) was een Belgisch figuratief beeldhouwer.

## Levensloop
Withouck leerde het vak bij Gustave Delafontaine en aan het Vrij Technisch Instituut in Menen. Hij vervolgde zijn studies aan het Sint-Lucasinstituut in Gent en behaalde er de gouden medaille voor beeldhouwkunst.
In 1951 werd hij leraar aan het Hoger Instituut Sint-Lucas en hij vestigde zich in Lovendegem.
Withouck maakte figuratieve beelden, waarvan de kracht en hedendaagsheid algemeen gewaardeerd werden.

## Werk
Onder de werken van Withouck zijn te vermelden:
- Enkele beelden in de gevel van het stadhuis van Brugge
- beeld aan de gevel van de Kunstdrukschool Gent
- Kapel van de Zusters van Liefde in Ukkel
- Station van Kortrijk
- Dominicanenkerk Schilde
- Kerk Sint-Eloois Winkel
- Bronzen standbeeld van generaal Jan Andries vander Mersch in Menen (1992)